# Hvedeøl
 Der er for få eller ingen kildehenvisninger i denne artikel, hvilket er et problem. Du kan hjælpe ved at angive troværdige kilder til de påstande, som fremføres i artiklen.

Hvedeøl er en øltype, som har været fremstillet i Tyskland og Belgien i generationer. Det er en overgæret ølsort, hvor mindst halvdelen af malten stammer fra hvede. Øllet kaldes "Hefeweizen" eller "Weißbier" på tysk og "witbier" på nederlandsk.
På det seneste er typen blevet populær i Danmark. 
Hvedeøl kan kendes på den fyldige smag, som er markant anderledes end smagen af øl brygget på bygmalt. Desuden kan øllet genkendes på, at det er uklart (med mindre man har valgt at filtrere det). Uklarheden skyldes hvedens høje proteinindhold modsat den næsten proteinfrie maltbyg.